# تيبيداريوم

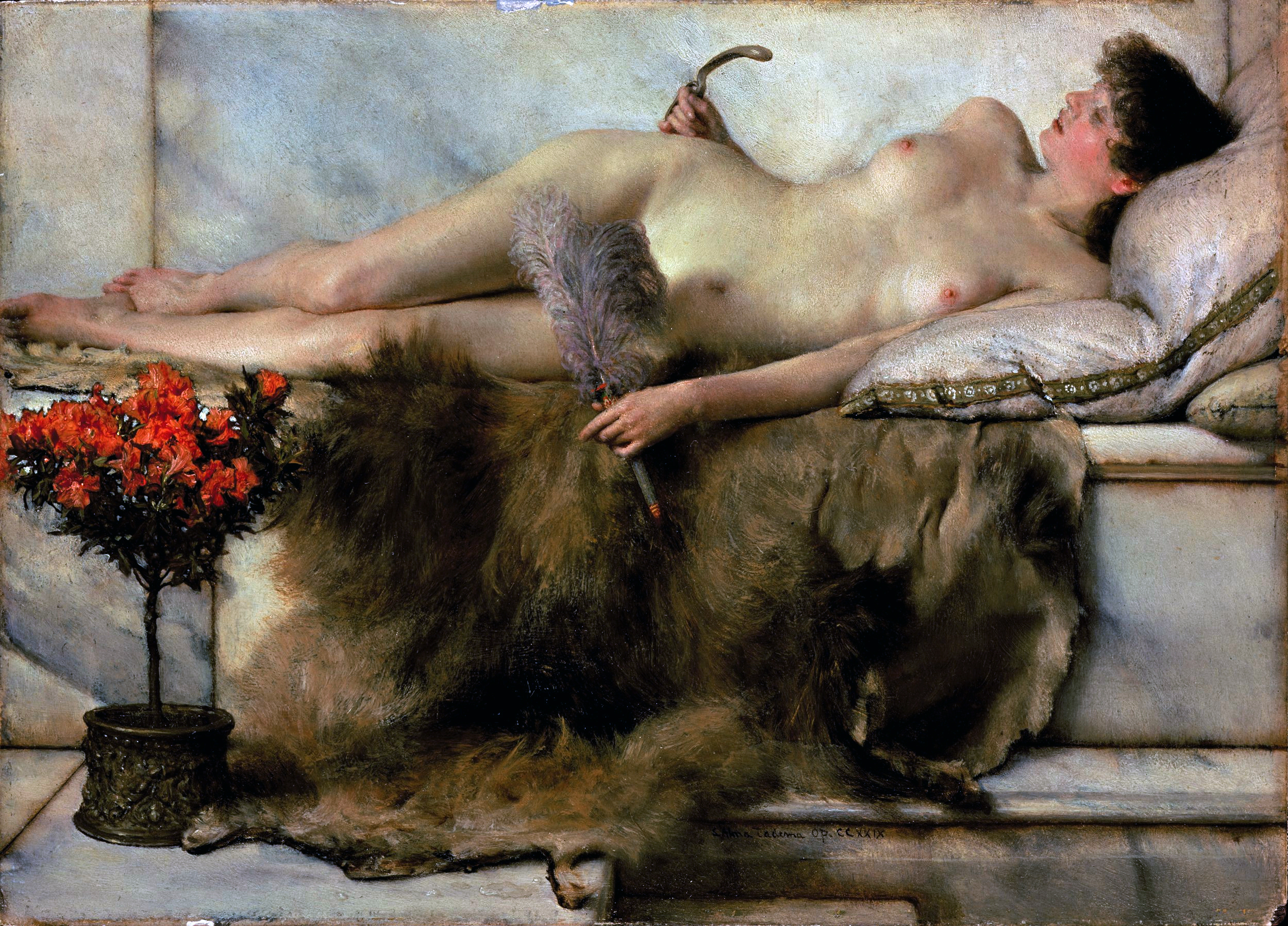
تيبيداريوم، لوحة للفنان لورينس تديما (1881).

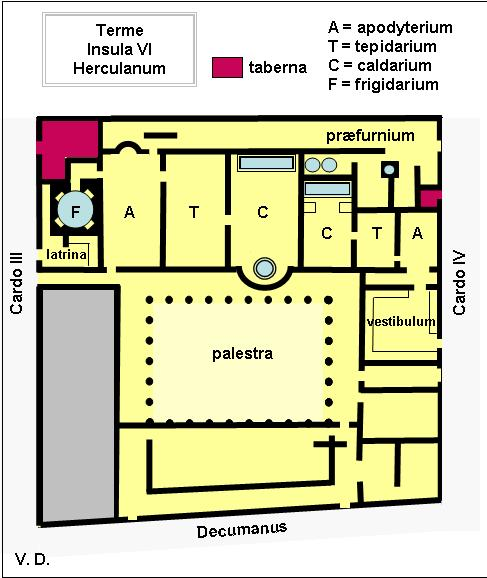
مخطط حمّامات هركولانيوم الرومانيّة، ويظهر التيبيداريوم بالمنطقة (T).

تيبيداريوم (باللاتينية: tepidarium) هو جزء ساخن في الحمّام الروماني، كان يُدفأ بواسطة نظام تدفئة تحت الأرض أو هيبوكاوستوم. لقد كانت هذه الغرف مُخصَّصة للشعور بالحرارة الإشعاعيّة المستمرة التي تؤثر مُباشرةً على جسم الإنسان من الجدران والأرضيّة، كما تم استخدامها في الحمّامات الحديثة أيضًا.
يوجد مثال مثير للاهتمام عن التيبيداريوم في مدينة بومبي الرومانيّة، حيث تم تغطيته بقبو أسطواني نصف دائري مُزيَّن بالنقوش الجصيّة، ويوجد حول الغرفة سلسلة من الاستراحات المُربعة أو الكوات المُقسمة عن بعضها. لقد تم تزيين الحمام الساخن بأغنى أنواع الرخام والفسيفساء، كما كانت الإضاءة تمر من خلال النوافذ ذات الطبقات العريضة على الجانبين والجبهة الأماميّة والخلفيّة، كما احتوت هذه القاعة على أروع كنوز الفن.

## صور

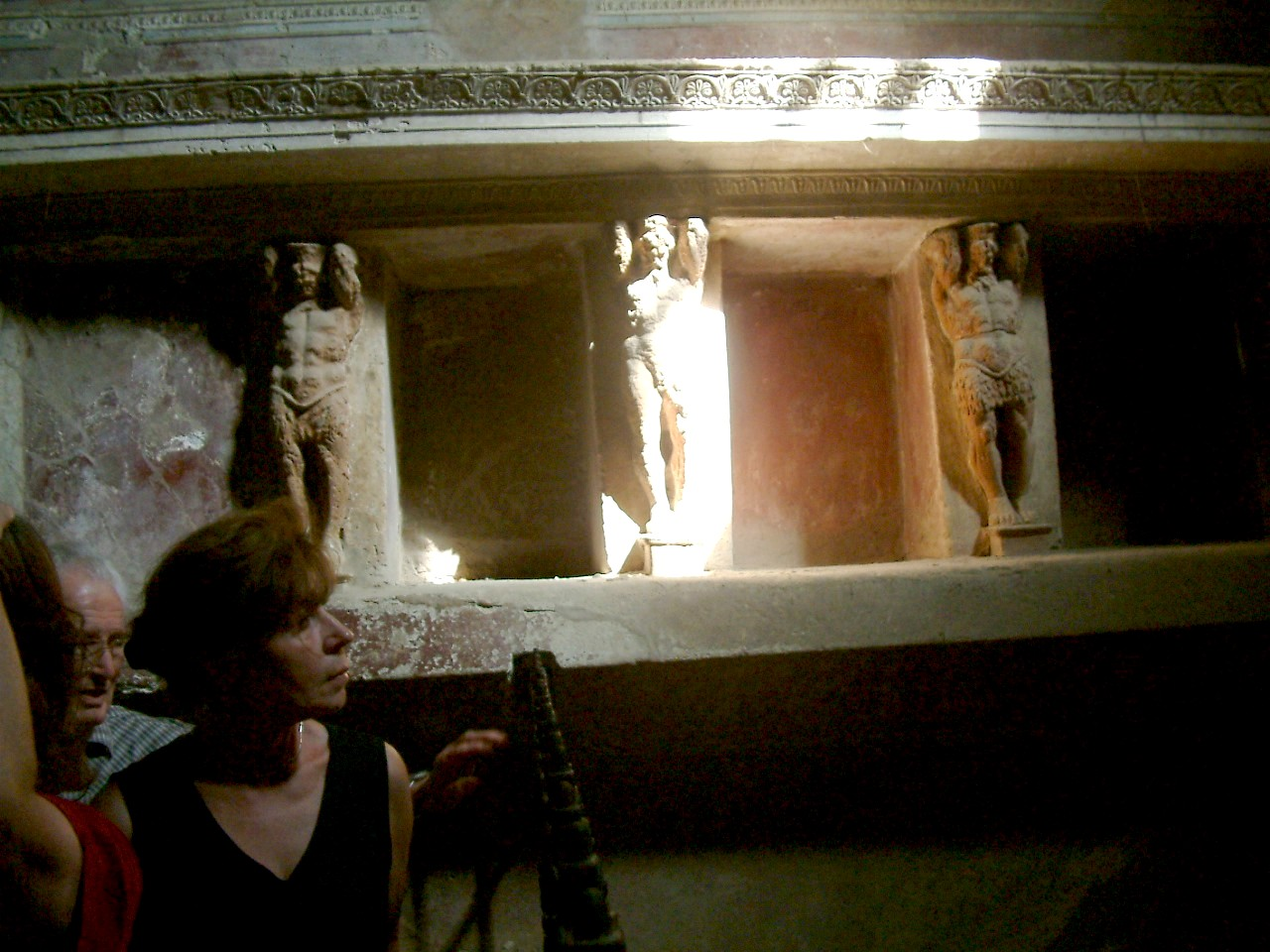
تيبيداريوم في بومبي
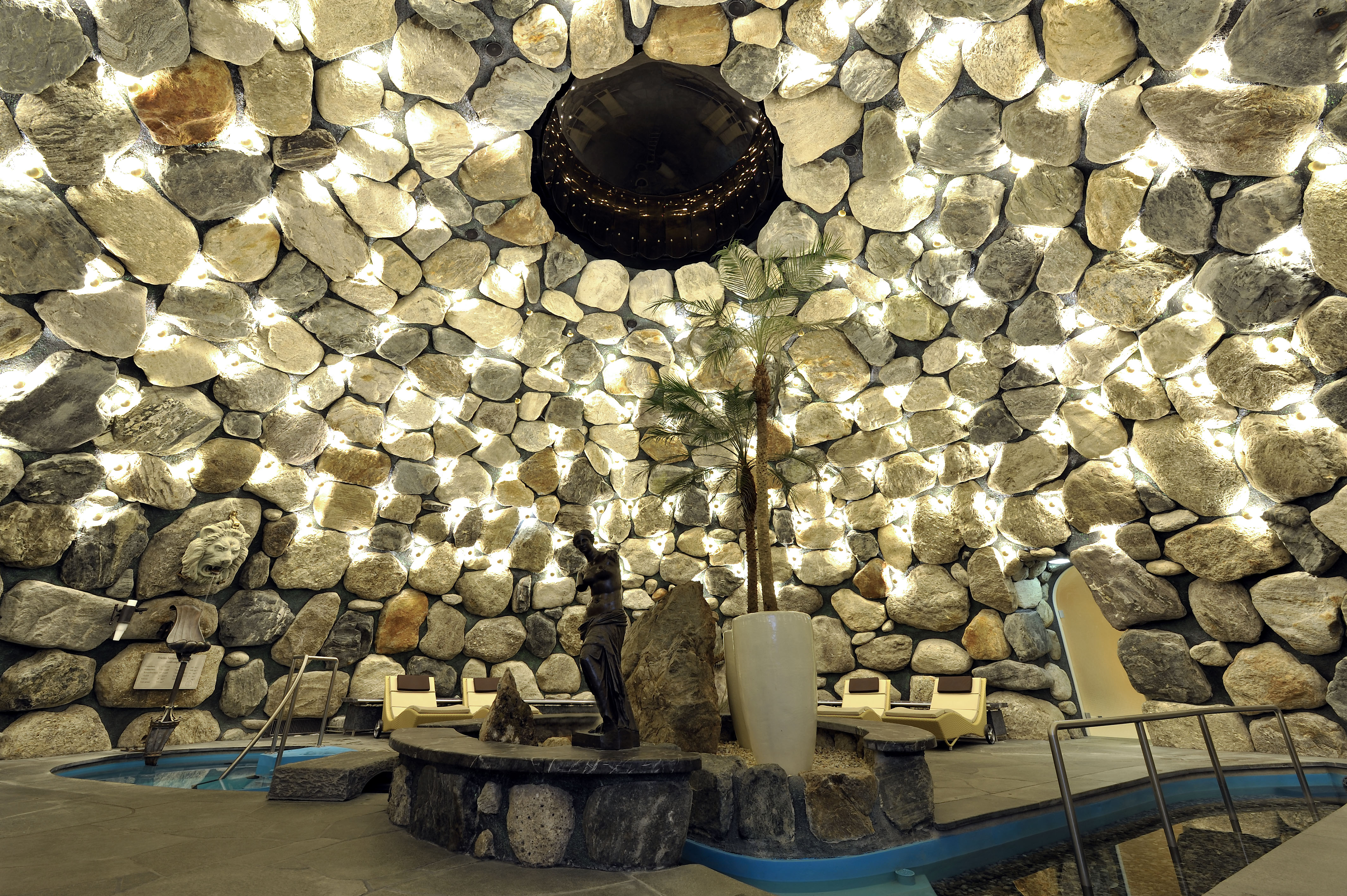
تيبيداريوم حديث في فندق

## وصلات خارجية
- هذه المقالة تتضمن نصاً من منشور أصبح الآن في الملكية العامة: Chisholm, Hugh, ed. (1911). "Tepidarium". Encyclopædia Britannica (بالإنجليزية) (11th ed.). Cambridge University Press.
- الحمامات الرومانية والإغريقية (بالإنجليزية)